# Емилио Санчез
Емилио Санчез (шп. Emilio Sánchez; рођен 29. маја 1965) је бивши професионални тенисер из Шпаније.

## Каријера
Освојио је три гренд слем титуле у дублу и сребрну медаљу на Олимпијским играма 1988. године. У каријери је освојио једну титулу на АТП Мастерс турнирима, Рим 1991. године у појединачној конкуренцији. Укупно је победио на 15 АТП турнира у синглу, а много више успеха је имао дублу са 50 титула. Најбољи пласман на АТП листи у каријери је достигао 1989. када је био први тенисер света у конкуренцији парова (појединачно број 7).
Након завршетка играчке каријере био је селектор Дејвис куп репрезентације Шпаније са којом је освојио трофеј 2008. године. Његова сестра је Аранча Санчез Викарио некада прва тенисерка света.

## Гренд слем финала

### Парови 4 (3—1)

#### Победник
| Година | Турнир                       | Партнер      | Противници у финалу         | Резултат           |
| 1988   | Отворено првенство Француске | Андрес Гомез | Џон Фицџералд Андерс Јарид  | 6–3, 6–7, 6–4, 6–3 |
| 1988   | Отворено првенство САД       | Серхио Казал | Рик Лич Џим Пју             | предаја            |
| 1990   | Отворено првенство Француске | Серхио Казал | Горан Иванишевић Петр Корда | 7–5, 6–3           |

#### Финалиста
| Година | Турнир   | Партнер      | Противници у финалу    | Резултат                |
| 1987   | Вимблдон | Серхио Казал | Кен Флеч Роберт Сегусо | 6–3, 7–6, 6–7, 1–6, 4–6 |

## АТП Мастерс финала

### Појединачно: 1 (1—0)
| Исход  | Година | Турнир | Противник      | Резултат              |
| Победа | 1991   | Рим    | Албето Манчини | 6–3, 6–1, 3–0 предаја |